# Varvara Miasnikova
Varvara Sergéievna Miasnikova (en ruso: Варва́ра Серге́евна Мяснико́ва; San Petersburgo, 22 de septiembre de 1900 – Moscú, 22 de abril de 1978) fue una actriz soviética de cine y teatro, famosa por interpretar el papel de Anka en la película de 1934, Chapáyev (Чапаев).

## Biografía

### Infancia y juventud
Varvara Miasnikova nació el 22 de septiembre de 1900 en San Petersburgo, hija de un agente de seguros y de una ama de casa. Tenía una hermana y un hermano. Comenzó a trabajar en el Comisariado del Pueblo de Educación (Narkomprós) en 1918, donde también comenzó a actuar en un grupo de teatro, en 1922 se unió a una compañía de teatro experimental dentro del Narkomprós, ese mismo año se graduó en el Instituto de la Palabra Viva de Petrogrado. En 1925, el grupo se disolvió debido a la falta de financiación, pero los actores fueron contratados por el Gran Teatro Dramático Tovstonógov de Leningrado.

### Carrera cinematográfica
Miasnikova debutó en el cine en 1928 interpretando el papel de Olga en la película muda El zapatero parisino (Parizhskiy sapozhnik). En 1931, fue contratada por el estudio cinematográfico Lenfilm, financiada por el estado. En 1929, actuó en Las ruinas de un imperio (Обломок империи). En 1934, se casó con el director de cine, editor y guionista Serguéi Vasíliev. La pareja tuvo una hija, llamada Varvara en honor a su madre. Ese mismo año, interpretó el que a la postre sería su papel más recordado, el de la soldado del Ejército Rojo Anka, en la película Chapáyev (Чапаев). La película es una biografía muy ficticia de Vasili Chapáyev (1887-1919), un notable comandante del Ejército Rojo de la guerra civil rusa. Está basada en la novela del mismo título de Dmitri Fúrmanov, un escritor ruso y comisario militar que luchó con el propio Chapáyev.

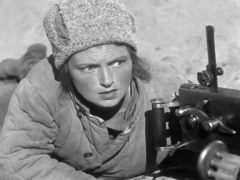
Varvara Miasnikova como Anka en la película Chapáyev (1934)

La película se estrenó el 6 de noviembre de 1934, en el cine Titán en Leningrado; y rápidamente se convirtió en una de las películas más populares de la Unión Soviética. Durante el primer año fue vista por 30 millones de espectadores solo en la URSS. Tal fue la popularidad de la película que una editorial del Pravda del 21 de noviembre proclamó: «Todo el país está viendo Chapáiev». El personaje de Anka interpretado por Miasnikova inspiraría a muchas jóvenes de la Unión Soviética a presentarse como voluntarias en el Ejército Rojo, como la Heroína de la Unión Soviética Nina Onílova. En 1935, Miasnikova recibió el título de Artista de Honor de la RSFS de Rusia  por su actuación en la película.
Después de Chapáyev actuó en varias películas dirigidas por su marido. Así en 1932, la actriz interpretó el papel de Anna Shtúkova en el drama Negocios privados, también participó en las películas Días de Volocháievka (1938) o La defensa de Tsaritsyn (1942).
En 1941, con el inicio de la invasión alemana de la Unión Soviética, el equipo de Lenfilm fue evacuado a Almatý (RSS de Kazajistán). Miasnikova, su hija y su esposo abandonaron Leningrado. Pero su madre y su hermano, Alekséi, permanecieron en la ciudad y murieron durante el asedio nazi de la ciudad en 1942.
En 1947, se separó de su esposo Vasíliev y se mudó con su hija a Moscú donde comenzó a trabajar para el estudio de cine Mosfilm. En 1949, se incorporó a la plantilla del Teatro-Estudio del actor de cine, donde trabajó hasta 1959. Participó en las actuaciones teatrales «Глубокие корни»  (Raíces profundas) como Alice y «Остров мира»  (Isla de la paz) como locutora. En 1959, actuó en La hija del capitán de Vladímir Kaplunovski basada en la novela de Aleksandr Pushkin del mismo nombre y en la adaptación del relato de Iván Turguénev, Mumú, del director Yevgueni Teterin.
Falleció el 22 de abril de 1978 a la edad de 77 años en Moscú y fue enterrada en el cementerio de Serafímovski en Leningrado junto a su madre y hermano.

## Filmografía

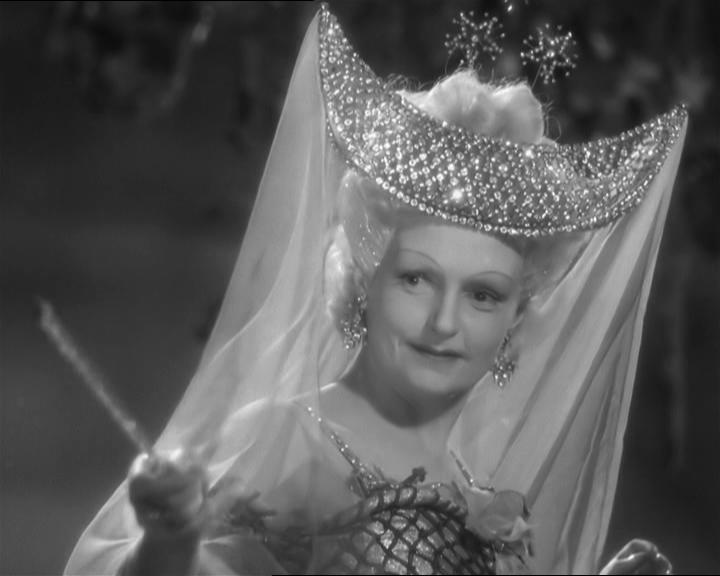
Varvara Miasnikova como Hada madrina en la película Cenicienta (1947)

| Año  | Título original       | Título en español         | Papel                      | Notas                                                     |
| ---- | --------------------- | ------------------------- | -------------------------- | --------------------------------------------------------- |
| 1928 | Parizhski sapózhnik   | El zapatero parisino      | Activista Olga             | Película muda                                             |
| 1928 | Znoyny prints         |                           | Natasha                    |                                                           |
| 1928 | Kaan-Kerede           |                           | Zoya - operadora de radio  |                                                           |
| 1929 | Oblómok impérii       | Las ruinas de un imperio  | Pasajera en el tren        | Película muda                                             |
| 1930 | Spyáschaya krasávitsa | La Bella Durmiente        | Revolucionaria Vera        |                                                           |
| 1930 | Nashi dévushki        | Nuestras niñas            | Shura                      |                                                           |
| 1932 | Líchnoe delo          | Negocios privados         | Anna Shtúkova              |                                                           |
| 1932 | Tri soldata           | Tres soldados             | Varya                      |                                                           |
| 1934 | Chapáiev              | Chapáyev                  | Anka                       | Basada en la vida de Vasili Chapáyev                      |
| 1938 | Volocháievskie dni    | Días de Volocháievka      | Masha                      |                                                           |
| 1942 | Oborona Tsarítsyna    | La defensa de Tsaritsin   | Katia Davýdova             | Episodio 1: «Campaña de Voroshílov»                       |
| 1947 | Zolushka              | Cenicienta                | Hada madrina               | Musical                                                   |
| 1951 | Oborona Tsarítsyna    | La defensa de Tsaritsin   | Katia Davýdova             | Episodio 2: «Defensa»                                     |
| 1951 | Serdtse jrabretsá     | El corazón de un valiente | Voz                        | Cortometraje animado                                      |
| 1957 | Krutye stupeni        | Pasos empinados           | Madre de Yevgueni Narezhny |                                                           |
| 1958 | Kapitánskaya dochka   | La hija del capitán       | Madre de Piotr Griniov     | Basada en la novela del mismo título de Aleksandr Pushkin |
| 1959 | Муму                  | Mumú                      | Liubov Lubímovna           | Basada en el cuento Mumú de Iván Turguénev                |

## Premios
- Artista de Honor de la RSFS de Rusia (1935)